# Jan Petersen (Schriftsteller)

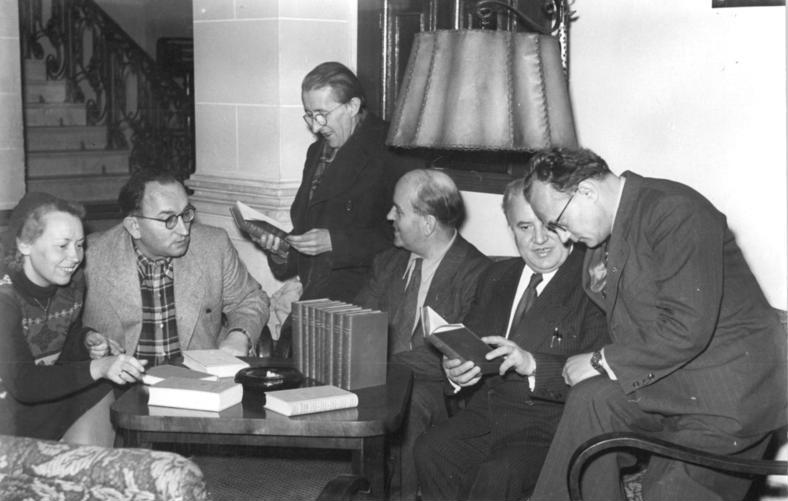
Jan Petersen (2. von links) im Gespräch mit Wieland Herzfelde (Mitte, sitzend), Willi Bredel (daneben rechts) und Fritz Schälike (1. von rechts)

Jan Petersen (* 2. Juli 1906 in Berlin; † 11. November 1969 in Ost-Berlin) war ein deutscher Schriftsteller. Sein bürgerlicher Name lautet Hans Schwalm.

## Leben
Der Sohn eines Maurers erlernte den Kaufmannsberuf und arbeitete später als Dreher. Petersen war Mitglied der KPD und ab 1931 Organisationsleiter des Bundes proletarisch-revolutionärer Schriftsteller Deutschlands. Auch nach der Machtübernahme der Nationalsozialisten führte er – nun als Vorsitzender – den Bund illegal weiter und vertrat linke und antifaschistische Autoren. Auf dem Ersten Internationalen Schriftstellerkongress im Juni 1935 in Paris trat Petersen anonym mit einer schwarzen Maske als Hauptredner neben Henri Barbusse auf und informierte über die Zustände im nationalsozialistischen Deutschland. Ebenfalls anonym gab er zusammen mit Anna Seghers, Oskar Maria Graf und Wieland Herzfelde die in Prag erscheinende Zeitschrift Neue Deutsche Blätter heraus.
1935 ging Petersen ins Exil nach Frankreich, 1936 in die Schweiz, 1937 nach Großbritannien. 1938 wurde ihm die deutsche Staatsangehörigkeit aberkannt. Er war Mitglied des P.E.N.-Zentrums deutschsprachiger Autoren im Ausland. Von 1938 bis 1946 war er Vorsitzender des Freien Deutschen Kulturbundes im Londoner Exil. 1940–1942 war er als „feindlicher Ausländer“ in Kanada interniert, konnte aber seit 1941 wieder in Großbritannien leben.
1946 kehrte Petersen nach Deutschland zurück und ließ sich im damaligen Ost-Berlin nieder, wo ihm 1950 der Goethepreis der Stadt Berlin verliehen wurde. Bis 1955 war er der erste Vorsitzende des Deutschen Schriftstellerverbandes. Sein Grab befindet sich auf dem Waldfriedhof Müggelheim.
1958 erhielt er den Vaterländischen Verdienstorden in Silber und 1959 den Nationalpreis II. Klasse. In Berlin-Marzahn wurde eine Straße (Jan-Petersen-Straße) nach ihm benannt.

## Werke (Auswahl)
- Unsere Straße. Vorabdruck in der Berner Tagwacht, Bern 1936, dann als Buchausgabe in Moskau und in London. 
  - Deutsche Erstausgabe unter dem Titel Unsere Straße. Eine Chronik. Geschrieben im Herzen des faschistischen Deutschlands 1933/34 im Dietz Verlag, Berlin 1947.
- Gestapo Trial. Gollancz, London 1939, Stockholm 1943. 
  - Deutsche Erstausgabe unter dem Titel Sache Baumann und andere im Dietz Verlag Berlin 1948.
- Germany beneath the Surface. London 1940.
  - Deutsche Erstausgabe unter dem Titel Und ringsum Schweigen im Dietz Verlag Berlin 1949.
- Der Fall Dr. Wagner. Eine Filmnovelle. Henschelverlag Kunst und Gesellschaft, Berlin 1954.
- Fahrt nach Paris. Yvonne. Verlag des Ministeriums für Nationale Verteidigung, Berlin 1957.
- Die Bewährung. Eine Chronik. Aufbau, Berlin 1970.

## Filmografie
- 1951: Die Meere rufen